# Черногорская фондовая биржа
Черногорская фондовая биржа (черног. Montenegroberza) — фондовая биржа, расположенная в Подгорице, Черногория.

## История
Биржа была основана в 1993 году компаниями: NLB Montenegrobanka, Pljevaljska banka, Beranska banka, Hipotekarna banka, Podgorička banka, Jugobanka, Nikšićka banka, Lovćen osiguranje и Agroosiguranje.
С 2011 года объединилась с Фондовой биржей NEX, основанной в 2001 году.